# Roger de La Corbière
Henry Roger de Mascarel de La Corbière dit Roger de La Corbière, né le 11 juillet 1893 à Vouneuil-sur-Vienne et mort le 3 septembre 1974 à Paris, est un artiste peintre paysagiste français. D'abord aquarelliste, au contact de Paul Signac, à La Rochelle, il devint le peintre des lumières marines ; consacrant l'essentiel de son œuvre à célébrer, à l'huile, la délicatesse des clairs de lune et des couchers de soleil sur les côtes bretonnes.

## Biographie

### Historique familial
Roger de La Corbière est issu de la famille de Mascarel de La Corbière, d'ancienne bourgeoisie, originaire du Maine et issue d'Anthoine de Mascarel de La Corbière, gendarme de la Reine, mort à Saint-Berthevin-la-Tannière (Mayenne) en 1699.  
Le poète havrais Robert de la Villehervé, disciple de Théodore de Banville, est un cousin de sa mère. Côté paternel, il descend aussi de la famille de Daniel Dumonstier, lignée de portraitistes du Roi issus de Cosme II du Monstier,.

### Carrière
Jeune homme, il court la campagne pour y croquer des paysages, le plus souvent au pastel sec.
Après son mariage, il vient habiter rue du Bac, à Paris, et fréquente alors l'Académie Julian. Sous les signatures R. M. ou Mascar, il commence une carrière de dessinateur de mode, d'affiches des Chemins de Fer et de caricatures de presse, notamment pour Le Figaro. Il y rencontre le peintre russe Ivan Fedorovich Choultsé.
Influencées par l'art de ce dernier, les premières toiles du jeune artiste représentent des scènes de neige.
Malgré un succès commercial immédiat, il ne se reconnaît pas dans l'hyper figuratisme froid du peintre russe.

#### La rencontre avec Signac
L'influence décisive sur l'œuvre de Roger de la Corbière naît de sa rencontre à La Rochelle, en 1917, avec Paul Signac. La composition spontanée du maître et sa touche de couleur posée comme un éclat de lumière, confirmeront le peintre dans son désir de valoriser l'émotion, de renouer avec l'impression.
Ils se fréquenteront jusqu'à la mort de Signac, en 1935, rue La Fontaine, à Paris, où La Corbière s'installera lui-même, avec sa famille.
Cette quête du reflet de la lumière dans la nature, même morte, chez un artiste chrétien en interrogation permanente sur la grâce, prend toute sa puissance au contact de l'océan, sur le littoral.

#### Peintre des côtes bretonnes
La Bretagne devient sa seconde patrie. Il se reconnaît dans les artistes de l'École de Pont-Aven et noue de fidèles amitiés, notamment sur l'île de Bréhat avec Lucien Seevagen
Roger de la Corbière partage alors son œuvre entre une importante production de couchers de soleil et de clairs de lune, essentiellement vendus par des galeristes anglo-saxons et germaniques, et une œuvre plus personnelle, devenue rare.
L'artiste est aujourd'hui coté pour son œuvre commerciale de marines, encore très présentes sur le marché de l'art, notamment dans des galeries américaines ou lors de ventes publiques.
Ses œuvres personnelles, les aquarelles par exemple, ne figurent plus que chez une poignée de collectionneurs. Elles sont en cours d'inventaire.

#### Les Nabis et son amitié pour Maurice Denis
Bien plus qu'une entente artistique, les liens de Roger de La Corbière avec Maurice Denis seront ceux d'une amitié profonde, d'une connivence spirituelle. Pendant la guerre, La Corbière installe sa famille à Saint-Germain-en-Laye, rue Quinot, et les deux peintres se voient quasi quotidiennement au Prieuré.
Roger de Mascarel de La Corbière se liera aussi avec d'autres peintres des Ateliers d'art sacré, comme Henri de Maistre et Nicolas Untersteller. Après la mort de Maurice Denis, il continuera à fréquenter l'élève de ce dernier, Jean Souverbie. Celui-ci lui fera don, notamment, d'un portrait de Maurice Denis, de profil, sur son lit de mort. 

La peinture de La Corbière gardera de cette période un adoucissement dans les couleurs et les valeurs, ainsi que certaines compositions plus osées. 

Comme les Nabis, La Corbière s'est écarté de l'académisme des Beaux-Arts sans avoir jamais rien renié du classicisme ni sans avoir, comme la génération du cubisme, fait table rase des enseignements passés.

## Expositions et distinctions

### Salons parisiens
- Exposant au Salon de Paris ;
  - Médaille d'Argent, en 1954
- Sociétaire et exposant à la Société des artistes indépendants, depuis 1926, jusqu'à sa mort, en 1974 ;
  - Médaille de Bronze, en 1957
- Sociétaire et exposant de la Société nationale des beaux-arts, en 1932 ;
- Sociétaire et exposant de la Société des artistes français, de 1956, à sa mort, en 1974.

### Galeries
Entre autres :
- Galerie Katia Granoff , à Paris ;
- Galerie Katia Granoff , à Honfleur ;
- Galerie Hautecoeur, rue de Rivoli, à Paris ;
- The Wallington Gallery , (Northumberland, Grande-Bretagne) ;
- Stacy-Marks Gallery (Grande-Bretagne) ;
- Galerie Otto , à Vienne (Autriche) ;
- Arnot Gallery, à New-York (USA).
- Acquisition de trois marines par l’État français, en 1925.
- Acquisition de deux tableaux, au Salon des Artistes Français, par Andreï Gromyko, ministre des Affaires étrangères d'URSS.
- Acquisitions par le musée Maynard (Musée des beaux-arts du Canada), à Ottawa.